# Il miliardario di Colle Fosco
Il miliardario di Colle Fosco è il nono capitolo della Saga di Paperon de' Paperoni, serie a fumetti realizzata dallo statunitense Don Rosa che narra la storia del papero più ricco del mondo.

## Trama
Dopo i due anni nello Yukon e aver saldato il suo debito Paperone si trasferisce in Canada per quattro anni, intraprendendo l'attività di uomo d'affari e aprendo una lunga serie di imprese. Nel 1902 fa ritorno nella natia Scozia, nel villaggio di MacDuich, dove la gente lo accoglie a verdure in faccia, nonostante il vestito elegante. È in questa occasione che indossa per la prima volta la sua famosa palandrana.
Dopo essere passato dal cimitero a salutare la madre, Paperone si concede un bagno tra le sue monete, quelle guadagnate con il suo sudore, e raccolte in otto barili trasportati in gran segreto dall'America. L'idea è quella di restare a MacDuich per curare i propri affari: è quindi necessario farsi vedere in giro. Incontra, così, il giovane Piva, e Paperone lo incarica di fargli da guida nei Giochi delle Highlands: un festival annuale di sport locali e tradizioni antiche. Paperone si cimenta nelle varie discipline ma la pessima prova fornita lo convince a tornare negli USA, dove possiede un terreno acquistato dal pioniere Casey Coot conosciuto a Dawson. Salutato il padre (che si è rifiutato di partire, definendosi troppo vecchio), Paperone affida la manutenzione del castello a Piva, e con le sorelle Matilda ed Ortensia prepara la partenza alla volta di Paperopoli.
Alle prime luci dell'alba, Paperone e le sorelle lasciano per sempre il castello. Da una delle finestre del maniero, due figure salutano la loro partenza.
Sono i fantasmi di Fergus (deceduto durante la notte) che si ricongiunge all'amata moglie Piumina, al suo fianco.

## Storia editoriale
Le fonti di ispirazione dell'autore si trovano nelle seguenti storie di Barks:  Zio Paperone e la Stella del Polo, Zio Paperone a nord dello Yukon, Zio Paperone e la disfida dei dollari, Zio Paperone e il re del fiume d'oro, Zio Paperone e la corsa all'oro, Zio Paperone e il vello d'oro, Paperino e il pezzo da venti, Paperino e il segreto del vecchio castello, Il clan di Zio Paperone.
In Italia è stata edita in La saga di Paperon de' Paperoni (2016).